# ادوارد ویتز
ادوارد ویتز (انگلیسی: Eduard Weitz; ۱۶ آوریل ۱۹۴۶ – ) وزنه‌بردار اهل اسرائیل بود.